# Schrassig
Schrassig (en luxembourgeois : Schraasseg ) est une section de la commune luxembourgeoise de Schuttrange située dans le canton de Luxembourg.
Elle abrite la plus grande prison du pays.